# ぎふ国際高等学校
ぎふ国際高等学校（ぎふこくさいこうとうがっこう）は、岐阜県岐阜市に本校のある私立の単位制通信制高等学校

## 学校概要
2008年（平成20年）10月1日開校。学科は普通科のみである。
本校所在地外の学習センターとして、2008年（平成20年）10月に豊橋市のあいち情報専門学校校舎内に三河地区学習センター、2012年（平成24年）4月に名古屋市瑞穂区の愛知工科大学外国語学校校舎内に名古屋学習センターを開設している。但し、名古屋と豊橋の学習センターは2015年（平成27年）より中学新卒者の受け入れを停止している。
学校法人電波学園が運営する。
狭域通信制課程（岐阜・愛知）を設置している。2019年（令和元年）現在の卒業要件は、3年以上の在籍と74単位以上の単位取得、30時間以上の特別活動への参加となっている。
週2日と週3日と週5日の通学日が決められているため、最短3年で通信制高校の卒業単位を満たすことが可能。
前期後期の二期制で、無学年の単位制を導入している。

## 沿革
- 2008年（平成20年）10月 - 単位制広域通信制課程（岐阜・愛知・三重・滋賀）として開校。週2日コース設置。
- 2011年（平成23年）4月 - 豊橋学習センターを設置。
- 2012年（平成24年）4月 - 名古屋学習センターを設置。週3日コース設置。
- 2014年（平成26年）4月 - あいち情報専門学校高等課程と技能連携を開始。名古屋学習センター、豊橋学習センターの募集を停止する。
- 2016年（平成28年）4月 - 狭域通信制課程に変更、学区は岐阜・愛知となる。週5日登校コースを設置。

## アクセス

### 岐阜本校
- JR東海道本線・高山本線 岐阜駅より徒歩で約7分。
- 名鉄名古屋本線・各務原線 名鉄岐阜駅より徒歩で約10分。

### 名古屋
- 名古屋市営地下鉄名城線 堀田駅から徒歩で約7分。
- 名鉄名古屋本線 堀田駅から徒歩で約12分。
- JR東海道本線 笠寺駅から名古屋市営バスに乗車し「呼続大橋」バス停下車、徒歩ですぐ。

### 豊橋
- JR東海道本線・飯田線・名鉄名古屋本線・豊橋鉄道渥美線・東田本線 ともに豊橋駅から徒歩で約20分。
- 豊橋鉄道東田本線 市役所前停留場から徒歩で約3分。

## 電波学園姉妹校
学校法人電波学園は、以下の学校を運営している。
- 愛知工科大学
- 愛知工科大学自動車短期大学
- 名古屋工学院専門学校
- 東海工業専門学校金山校
- あいちビジネス専門学校
- あいち造形デザイン専門学校
- あいち福祉医療専門学校
- 名古屋外語・ホテル・ブライダル専門学校（2012年（平成24年）4月より「名古屋外語専門学校」から校名変更）
- あいち情報専門学校 - 高等課程が技能連携校となっている。
- 名古屋情報専門学校